# 松川洋右
松川 洋右（まつかわ ようすけ、1933年2月27日 - ）は、元NHKアナウンサー。

## 人物
山梨県生まれ。1956年、NHKへ入局。同期にはスポーツアナウンサーとして知られる向坂松彦、バラエティ番組や『紅白歌合戦』の司会で知られた山川静夫がいる。
報道アナウンサーとしてあさま山荘事件やよど号ハイジャック事件を現場から中継したほか、『関東ネットワーク』『おはようラジオセンター』などの番組でキャスターを担当した。1990年に放送を開始した『ラジオ深夜便』には番組の立ち上げから参加し、初代アンカーを務めた。
NHK退職後は、学校法人NHK学園講師、NHK放送博物館特別解説員などを務め、司会者派遣会社や朗読教室の講師としても活動する。

## 過去の担当番組
- 関東ネットワーク（1974年4月 - 1977年3月、総合）
- おはようラジオセンター（1984年4月 - 1989年4月、ラジオ第1）
- 夕べの広場（NHK-FM）
- ラジオ深夜便（1990年 - 1996年3月、ラジオ第1） - アンカー
- NHKワールド・ラジオ日本のニュース（NHKワールド・ラジオ日本）
- 名曲スケッチ（ラジオ第2・NHK-FM） - 曲目解説
- 名曲の小箱（ラジオ第2・NHK-FM） - 曲目解説